# デイヴィッド・グターソン
デイヴィッド・グターソン（David Guterson、[ˈɡʌtərsən] GUT-ər-sən、1956年5月4日 - ）は、アメリカ合衆国の作家、詩人、ジャーナリスト、エッセイスト。

## 経歴
1956年5月4日、ワシントン州シアトルに生まれる。地元の公立学校を経て、ワシントン大学へ進学し、英文学の学士及びクリエイティブ・ライティングの修士を取得する。グッゲンハイム・フェローの一員である。
プロの作家になる前に、12年間教職に就いていた時期があり、その時に物語やエッセイを書いて小冊子や定期刊行物にして出版し始め、後に『エスクァイア』『スポーツ・イラストレイテッド』『ハーパーズ・マガジン』などの雑誌に掲載されるようになった。1989年、太平洋岸北西部を主な舞台とした処女短編集"The Country Ahead of Us, the Country Behind" が出版される。1992年には、家族や教育についてのエッセイも収めた第2作"Family Matters: Why Homeschooling Makes Sense" が出版された。1994年に出版された第3作『殺人容疑』（原題："Snow Falling on Cedars" ）でペン/フォークナー賞を受賞、約400万部発行された同作は著作の中で最も有名な作品となり、1999年にスコット・ヒックス監督、イーサン・ホーク主演で『ヒマラヤ杉に降る雪』として映画化され（その他の出演者にジェームズ・クロムウェル、サム・シェパード、マックス・フォン・シドーなど）、アカデミー撮影賞にノミネートされた。その他の作品に、『死よ光よ』（1999年、原題：East of the Mountains ）、"Our Lady of the Forest" (2003)、"The Other" (2008) 、"Ed King" (2011) などがある。
フリージャーナリストとしては、環境問題や旅行記事、三面記事などを書いていた。
私生活では、23歳の時に結婚し、4人の子をもうけた。近年はピュージェット湾ベインブリッジアイランドに住んでいる。作家のための組織フィールズ・エンド (Field's End) の創設者の1人である。

## 作品リスト
- The Country Ahead of Us, the Country Behind: Stories (1989)
- Family Matters: Why Homeschooling Makes Sense (1992)
- 殺人容疑 Snow Falling on Cedars （ 1994年 /  1996年9月 高儀進訳 講談社文庫）
- The Drowned Son (1996)
- 死よ光よ East of the Mountains （ 1998年 /  2000年2月 高儀進訳 講談社文庫）
- Our Lady of the Forest (2003)
- The Other (2008)
- Ed King (2011)

## 受賞
- 1995年：『殺人容疑』にてペン/フォークナー賞受賞
- 1996年：『殺人容疑』にてマルティン・ベック賞（スウェーデン推理作家アカデミーが優れた翻訳推理小説に授与する賞）受賞